# Hönstavlan
«Hönstavlan» — картина шведського художника Югана Паша, на якій зображені шведські придворні дами з тілами домашніх птахів (курей). Англійською мовою назва картини — «Hen Picture», російською частіше використовується «Живописные куры», а також «Фрейліни в очікуванні королеви Ульріки».

## Історія
Картина була написана Юганом Пашом за замовленням графа Карла Тессіна в 1747 році разом з художником Юганом Шеффелем, який написав особи придворних дам по пастельних портретах, створених Густавом Лундбергом.
На ній зображені шість курок (придворних дам, які в момент написання картини були неодружені) з півнем на задньому плані, під яким мається на увазі сам Карл Тессін. За своїм характером картина була суто приватною і призначалася для вузького кола осіб. Вона стала різдвяним подарунком Тессіна самому собі в 1747 році.
В даний час картина знаходиться в замку Гріпсгольм і належить колекції шведського Національного музею.
Шість представлених на картині дам (зліва направо):
- Верхній ряд:
  - Ернестіна фон Грісхайм (1707-1767); була одружена з церемоніймейстером Густавом Еріком Палмфельтом (Gustaf Erik Palmfelt, 1711-1758).
  - Хенріка Юліана фон Левен (1709-1779)[7]; була одружена з керуючим замком Дроттнінгхольм — Карлом Хорлеманом.
- Нижній ряд:
  - Шарлотта Спарре (1719-1795); була одружена з військовим, головним королівським ловчим överhovjägmästare[en] графом Карлом Рейнхолдом фон Ферзен.
  - Ульріка Стремфельт (1724-1780); була одружена з стокгольмським губернатором бароном Карлом Спарре.
  - Агнета Маргарета Стремфельт (Agneta Margareta Strömfelt, 1725-1761), сестра Ульріки Стремфельт; була одружена з генерал-майором і губернатором Карлом Адлерфельтом.
  - Катаріна Шарлотта Таубе (1723-1763); була одружена з графом Понтусом Фредріком Делагарді.